# Visualízate
Visualízate es el tercer álbum de estudio del grupo Gente de Zona. Fue lanzado el 22 de abril de 2016 por Sony Music Latin y Magnus Media LLC. El álbum presenta apariciones especiales de Marc Anthony, Pitbull, Motiff, A&M, Los Cadillacs y Chino y Nacho. El álbum fue apoyado por dos sencillos: "La Gozadera" y "Traidora". 
Visualízate ganó un Grammy Latino por Mejor Álbum de Tropical Fusion y fue premiado con el Album Tropical Favorito durante Los Premios de la Música Latinoamericana de 2016.

## Lista de canciones
| N.º | Título                                                                 | Duración |  |
| 1.  | «La Gozadera» (featuring Marc Anthony)                                 | 3:23     |  |
| 2.  | «Algo Contigo»                                                         | 3:30     |  |
| 3.  | «Piensas (Dile la Verdad)» (Pitbull featuring Gente de Zona)           | 3:46     |  |
| 4.  | «Por Ti»                                                               | 3:29     |  |
| 5.  | «La Tentación»                                                         | 3:17     |  |
| 6.  | «Que Tú Quieres»                                                       | 3:39     |  |
| 7.  | «Más Whisky» (featuring Motiff and A&M)                                | 3:29     |  |
| 8.  | «Tú Me Quemas» (Chino y Nacho featuring Gente de Zona y Los Cadillacs) | 4:28     |  |
| 9.  | «Yo Quiero (Si Tu Te Enamoras)» (featuring Pitbull)                    | 3:27     |  |
| 10. | «Traidora» (featuring Marc Anthony)                                    | 3:36     |  |
| 11. | «Tu y Yo»                                                              | 3:38     |  |
| 12. | «La Gozadera» (Salsa Version) (featuring Marc Anthony)                 | 3:23     |  |
| 13. | «Traidora» (Salsa Version) (featuring Marc Anthony)                    | 3:59     |  |

## Posicionamiento en listas
| Chart (2016)                      | Posición |
| --------------------------------- | -------- |
| Estados Unidos (Tropical Albums)  | 1        |
| Estados Unidos (Top Latin Albums) | 1        |

### Anual
| Chart (2016)        | Posición |
| ------------------- | -------- |
| US Tropical Albums  | 1        |
| US Top Latin Albums | 16       |

## Premios y nominaciones
| Año  | Award                 | Categoría                      | Trabajo     | Resultado | Ref.  |
| ---- | --------------------- | ------------------------------ | ----------- | --------- | ----- |
| 2016 | Latin American Awards | Favorite Album – Tropical      | Visualízate | Ganador   | [ 7 ] |
| 2016 | Latin Grammys         | Mejor Álbum de Fusión Tropical | Visualízate | Ganador   | [ 8 ] |
| 2017 | Premio Lo Nuestro     | Álbum del Año                  | Visualízate | Ganador   | [ 9 ] |
| 2017 | Premio Lo Nuestro     | Mejor Álbum Tropical del Año   | Visualízate | Ganador   | [ 9 ] |